# Segno della chiusura del colon
Il segno della chiusura del colon (o segno di interruzione del colon e nella letteratura anglosassone colon cutoff sign) è un segno radiologico che descrive la brusca interruzione del gas nel colon prossimale a livello della flessura splenica radiografica, cioè la distensione gassosa del colon destro cui solitamente si accompagna la decompressione del colon distale.

## Tecniche di imaging radiologico
Il segno è stato originariamente descritto su radiografie addominali standard (rx addome diretto), ma reperti simili possono essere visualizzabili anche nelle scansioni di studi di tomografia computerizzata (TAC). Inoltre è visualizzabile anche se si esegue un clisma opaco con mezzo di contrasto.

## Significato
L'essudato infiammatorio che si ha nella pancreatite acuta può estendersi fino al legamento frenocolico (uno dei mezzi di fissità della milza), per poi diffondersi attraverso la porzione d'attacco laterale del mesocolon trasverso e dare così origine a questo segno. L'infiltrazione del legamento frenocolico sembra poter provocare uno spasmo funzionale (e in taluni casi forse un restringimento meccanico) a livello della flessura splenica del colon. Questo punto di transizione (in inglese "cutoff", è infatti a questo livello che il colon torna nel retroperitoneo), è ulteriormente accentuato dalla tendenza alla distensione del colon trasverso intraperitoneale, tendenza che si associa ed è provocata dal concomitante ileo paralitico localizzato, a sua volta il risultato del processo infiammatorio regionale che si estende all'intestino. L'aspetto radiologico che ne deriva simula quindi una vera e propria ostruzione del colon.

## Disturbi associati
Da oltre 70 anni è noto che la pancreatite acuta oltre al segno dell'ansa sentinella  può comportare il segno della chiusura del colon (e quindi l'esclusione di una parte del colon) a livello della flessura splenica, in base alla gravità della malattia pancreatica e a diversi altri fattori specifici del paziente così come ad un'eventuale evoluzione stenosante del colon.
In letteratura medica, nel corso di pancreatite acuta, i dati inerenti al tasso di ricorrenza di cut-off del colon alla flessura splenica sono piuttosto discordanti, variando da tassi molto bassi intorno al 2%, fino a tassi decisamente elevati (52%) in uno studio che risale agli anni '60. 
Oltre alla pancreatite acuta il "colon cutoff sign" può essere associato a svariati altri disturbi addominali, come ad esempio il carcinoma gastrico e pancreatico, un'emorragia dell'arteria splenica, la rottura di un aneurisma dell'aorta addominale, l'appendicite acuta e perfino le stenosi cicatriziali tardive post pancreatite. 
Il segno è stato inoltre descritto in letteratura medica nel contesto di una rottura d'uretere, generalmente secondaria a calcolosi ureterale.
Tutte queste entità possono risultare in un restringimento focale a livello della flessura splenica.
Verosimilmente queste entità così disparate determinano le stesse immagini radiologiche a causa delle strette interconnessioni esistenti fra i diversi legamenti mesenterici.